# Torre (torrente)
Il Torre (la Tor in friulano, Ter in sloveno) è un torrente del Friuli centrale, principale affluente di destra del fiume Isonzo. Il corso d'acqua dà il nome alla zona geografica delle Valli del Torre.

## Origine del nome
Il torrente viene citato come "Turrus" da Plinio nella sua Naturalis Historia (volume III, paragrafo 126) e ricordato, in testi medioevali, come "Turrim". L'idronimo è di origine dubbia e forse deriva da una base in lingua celtica "tur" a cui si è aggiunta la forma locale "is".

## Geografia

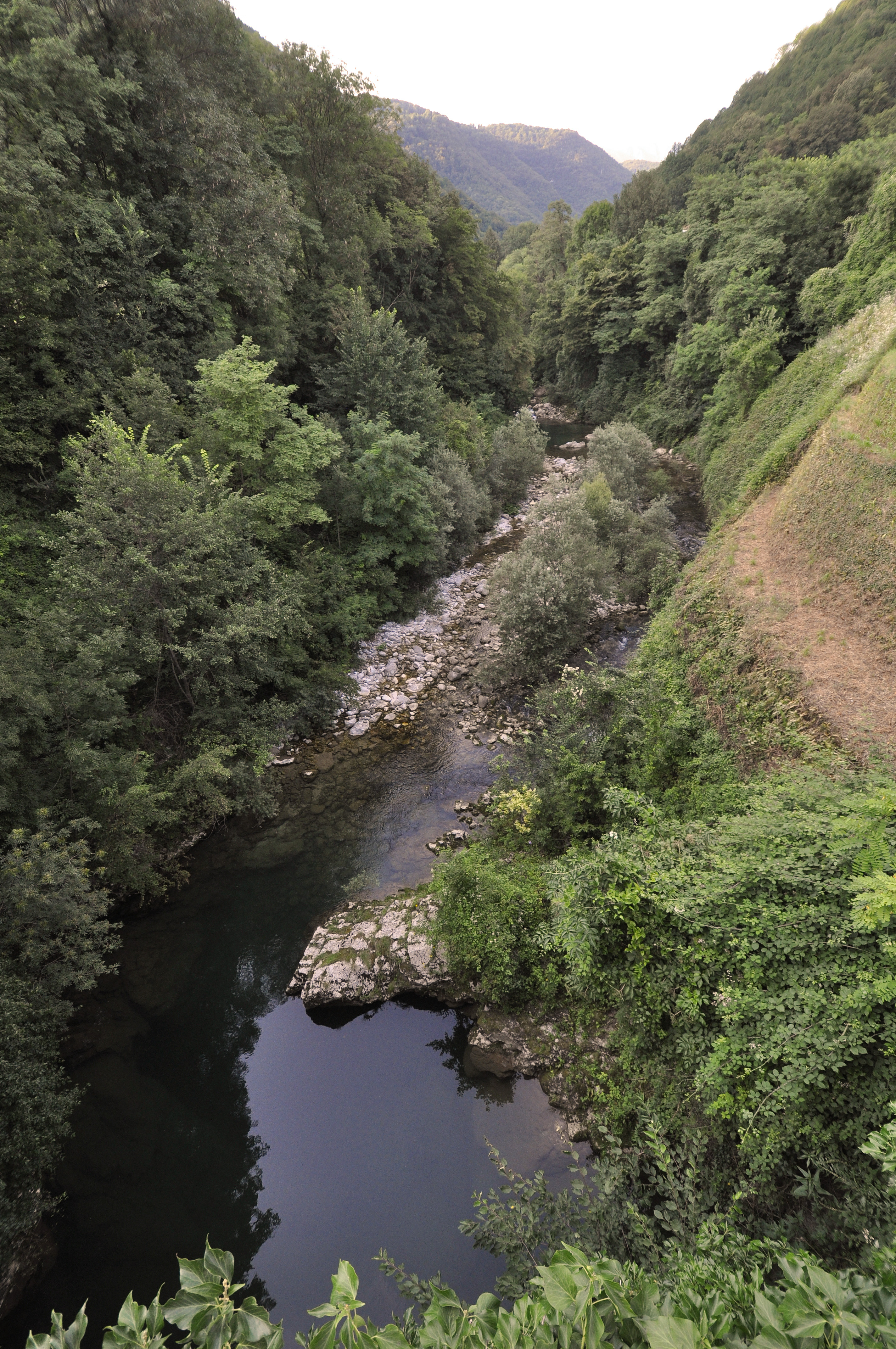
Il Cornappo, affluente del Torre

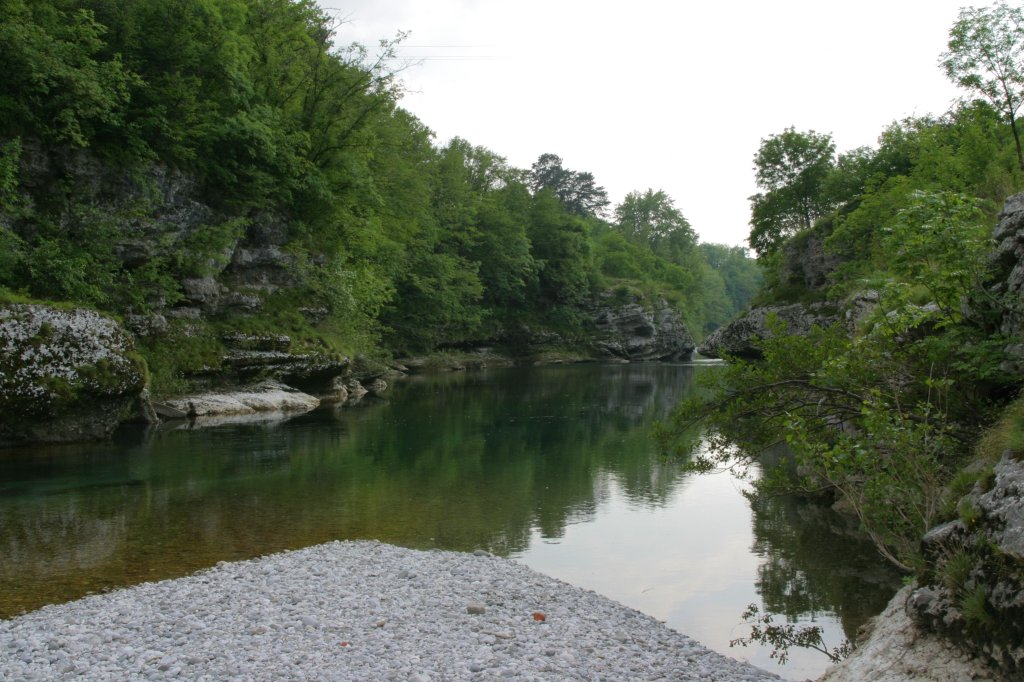
Il Natisone, altro affluente del Torre

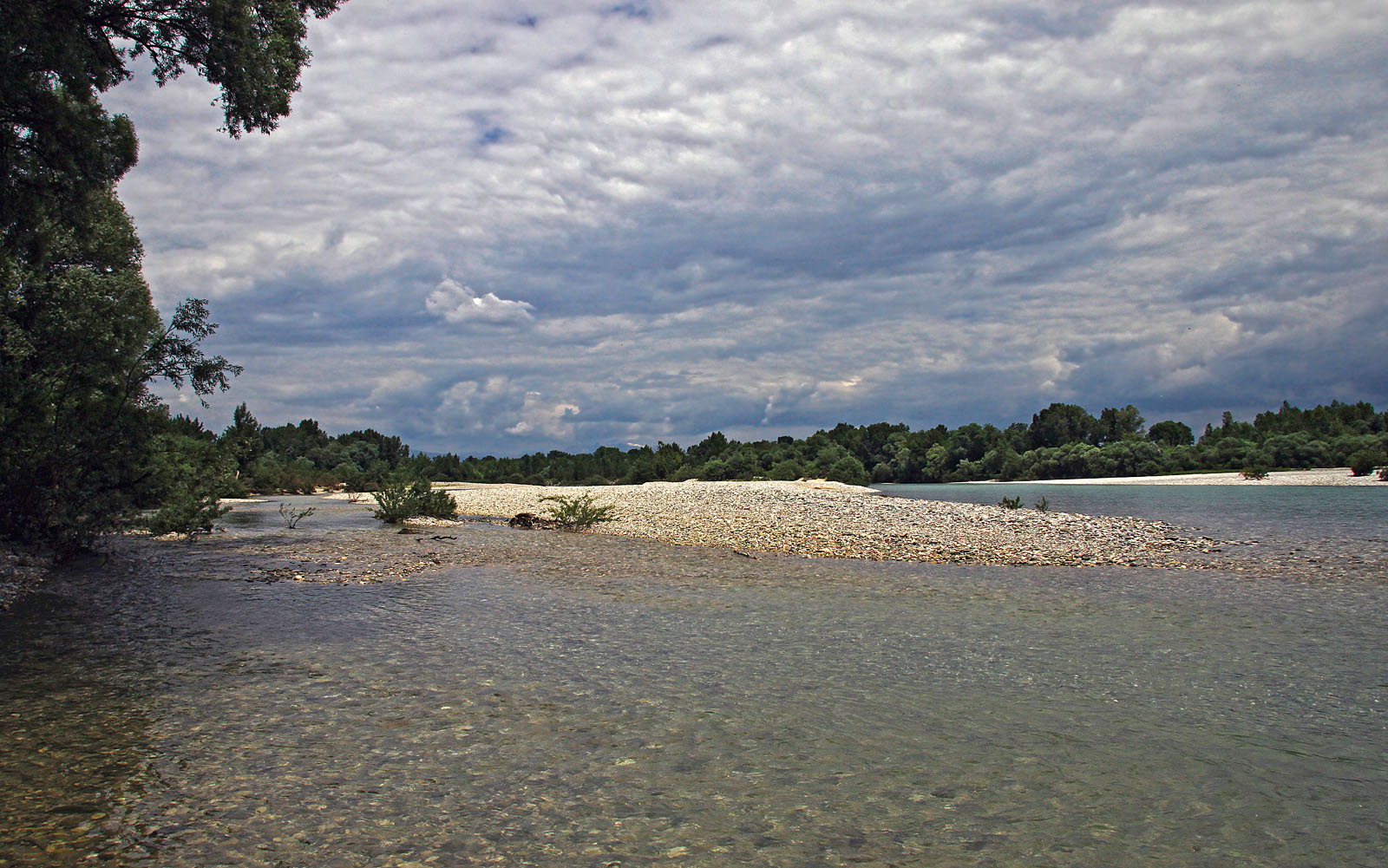
Confluenza di Torre e Isonzo

Drena, insieme all'affluente Natisone, una notevole porzione del bacino dell'Isonzo. Le sue acque, di ottima qualità, alimentano l'acquedotto di Udine, che ha le opere di captazione a Zompitta.
Nasce in una delle zone più piovose d'Europa, ai piedi del monte Sorochiplas (1.084 m). nella catena prealpina dei Musi, ad una altitudine di 529 metri s.l.m.. Inizialmente scorre in una profonda forra che esso ha scavato, e che intaglia la prima catena montuosa delle Prealpi Giulie, ben visibile dalla pianura friulana orientale. All'uscita della zona collinare, dopo Tarcento e presso Nimis, e dopo aver ricevuto le acque del Cornappo, le sue acque vengono, in parte, captate da antiche rogge e da più moderne opere, per usi civili (acquedotti) e per l'irrigazione dell'arida campagna dell'alta pianura.
Presso Reana del Rojale (rojale in friulano significa roggia) e Savorgnano del Torre, dopo la "presa" delle rogge di Udine e Cividina, le acque tendono a disperdersi nel sottosuolo molto permeabile e per un lungo tratto il letto è normalmente asciutto, salvo dopo le piogge a monte. In questa parte mediana il letto ghiaioso è molto ampio (la larghezza raggiunge anche i 500 metri). Dopo Pradamano e la confluenza con la Malina, nei pressi di Trivignano Udinese riaffiora e riceve le acque del Natisone. Da qui scorre per un brevissimo tratto in provincia di Gorizia, nei territori di Versa, Romans d'Isonzo e Villesse, ricevendo da sinistra il torrente Judrio nel territorio del comune di Romans d'Isonzo per poi rientrare in provincia di Udine dove, dopo 7 km., sfocia da destra nell'Isonzo nel territorio del comune di Fiumicello - Villa Vicentina località Papariano.
Da Zompitta fin oltre Udine sulla riva occidentale fu innalzato un argine per proteggere i paesi e la città da disastrose alluvioni come successe in passato. Su tale argine corre una "strada bianca" ora vietata al traffico autoveicolare. Proprio durante una delle impetuose piene del torrente, nel novembre 1938, successe un disastro ferroviario quando crollarono due arcate del ponte della ferrovia Udine-Cividale tra San Gottardo  e Remanzacco causando la morte di 22 persone.
Il corso del torrente fu da sempre utilizzato come cava di pietrame, ghiaia e sabbia, sia per costruzione di edifici sia per la fabbricazione della calce. In particolare dopo la seconda guerra mondiale ci fu una enorme escavazione del torrente nel tratto udinese, a causa della domanda di inerti per l'espansione edilizia della città. Ciò causò una notevole abbassamento del letto e la conseguente messa in pericolo del ponte stradale di Salt che collega Udine con Povoletto, Faedis e Attimis. Fu infatti necessario costruire una briglia per stabilizzare l'altezza del letto del torrente e inoltre si dovette costruire un nuovo ponte a monte del precedente. All'interno della zona arginata, a San Gottardo di Udine, fu realizzata una grande cava di inerti, successivamente usata come discarica di rifiuti. La zona è all'interno del Parco del Torre.
Esiste un curioso detto friulano riferito al torrente: "Nol cjate un clap te Tor!" ("non trova un sasso nel Torre!") per indicare una persona incapace di fare le cose più semplici.

### Principali affluenti

#### Affluenti di destra
- Torrente Vedronza
- Rio Zimor

#### Affluenti di sinistra
- Torrente Mea
- Cornappo
- Malina
- Natisone

## Ambiente

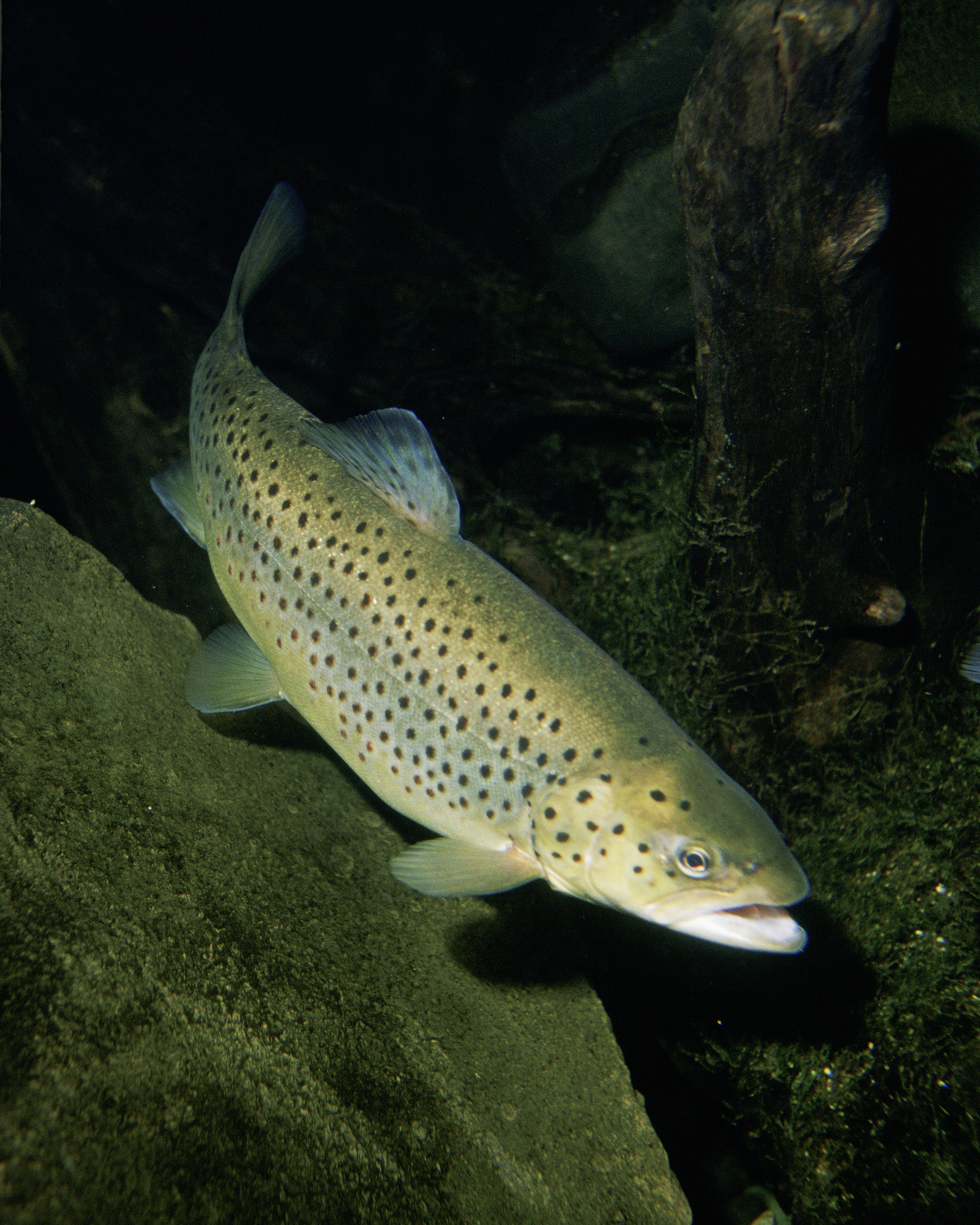
Trota fario

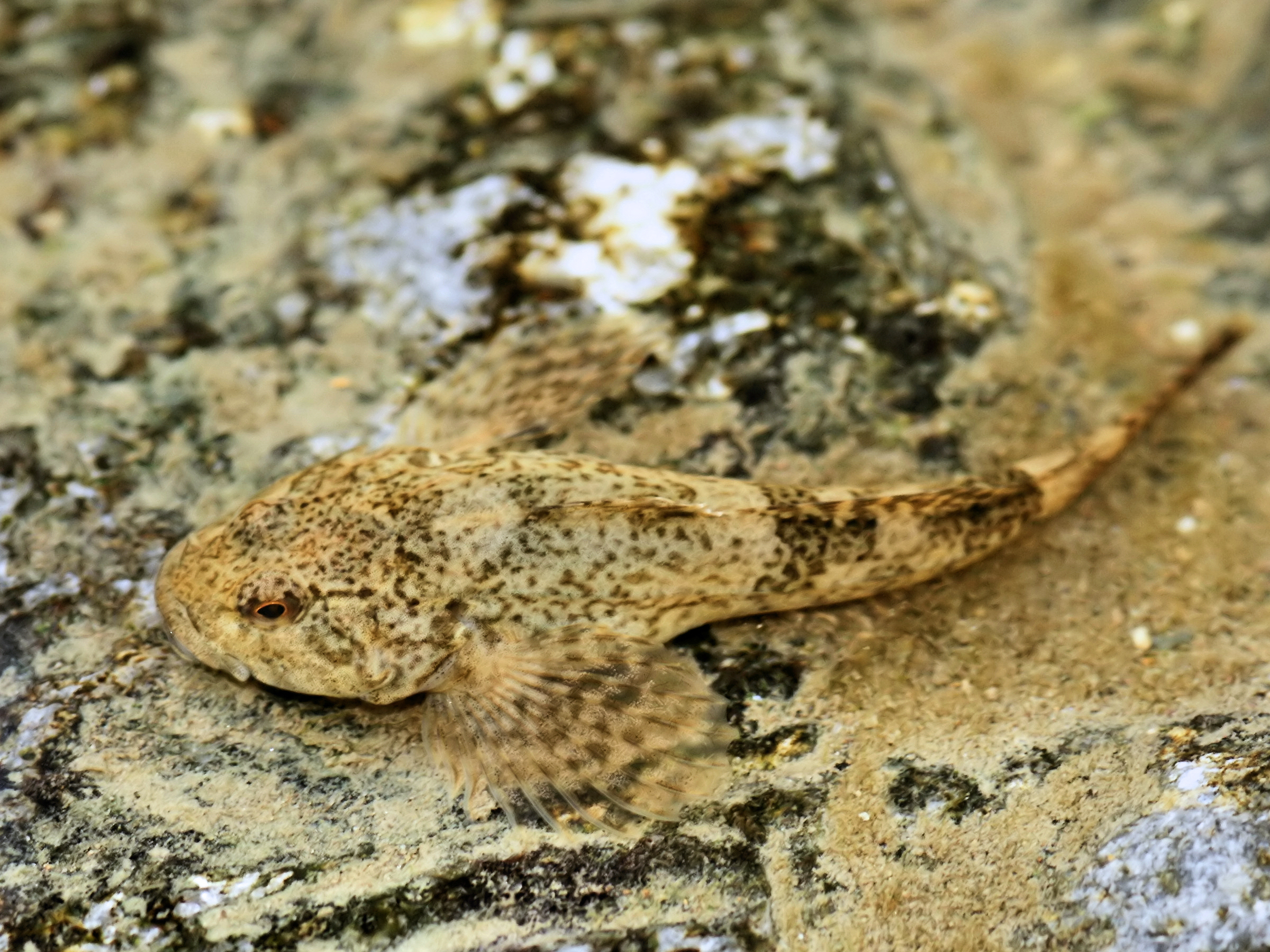
Scazzone

### Fauna ittica
Le specie ittiche presenti nel tratto più alto del torrente, prima dell'inizio della captazione delle acque per l'utilizzo in agricoltura e negli impianti civili, sono tutte della classe actinopterygii e vengono riassunte nelle seguenti tabelle:
Comune di Lusevera - ex presa ENEL:
| Nome comune                        | Nome scientifico                            | Famiglia   | % presenze a ex presa Enel |
| ---------------------------------- | ------------------------------------------- | ---------- | -------------------------- |
| ibrido trota farioXtrota marmorata | salmo trutta truttaXsalmo trutta marmoratus | salmonidae | 1%                         |
| trota fario                        | salmo trutta trutta                         | salmonidae | 99%                        |

Comune di Lusevera - Pradielis:
| Nome comune                        | Nome scientifico                            | Famiglia   | % presenze a Pradielis |
| ---------------------------------- | ------------------------------------------- | ---------- | ---------------------- |
| ibrido trota farioXtrota marmorata | salmo trutta truttaXsalmo trutta marmoratus | salmonidae | 11%                    |
| scazzone                           | cottus gobio                                | cottidae   | 4%                     |
| temolo                             | thymallus thymallus                         | salmonidae | 1%                     |
| trota fario                        | salmo trutta trutta                         | salmonidae | 84%                    |

Comune di Lusevera - Verdonza:
| Nome comune                        | Nome scientifico                            | Famiglia   | % presenze a Verdonza |
| ---------------------------------- | ------------------------------------------- | ---------- | --------------------- |
| ibrido trota farioXtrota marmorata | salmo trutta truttaXsalmo trutta marmoratus | salmonidae | 31%                   |
| scazzone                           | cottus gobio                                | cottidae   | 2%                    |
| temolo                             | thymallus thymallus                         | salmonidae | 1%                    |
| trota fario                        | salmo trutta trutta                         | salmonidae | 66%                   |

La pesca nel torrente è soggetta a particolari restrizioni e divieti stabiliti dalla Regione Friuli Venezia Giulia